# Montes Ikat
Los montes Ikat (del ruso: Икатский хребет) es una cadena montañosa al sur de la Siberia oriental, en la Buriatia de Federación de Rusia.
Se prolongan por cerca de 200 km en la zona de altiplanos al este del lago Baikal. El valle del río Barguzín los separa de los montes de Barguzín al oeste, mientras al nordeste están delimitados por las estribaciones sudoccidentales de las montañas Stanovoi. Tienen una cota media de 1.800-2.000 m, con su cima más alta situada en los 2.573 m.
La vegetación preponderante es forestal (taiga); algunas zonas bajas de las vertientes (por debajo de los 800-900 m) están cubiertas de estepa arbolada. Por encima de los 1.200 m en la cara septentrional o 1.700 m en la meridional, se extiende la tundra de montaña.
En los montes Ikat nace el río Vitim y su principal afluente, el Tsipa.